# 2025 w lekkoatletyce
2025 w lekkoatletyce – prezentacja sezonu 2025 w lekkoatletyce.

## Zawody międzynarodowe

### Światowe
| Zawody                                             | Miejsce   | Data               | Źródło      |
| -------------------------------------------------- | --------- | ------------------ | ----------- |
| Halowe mistrzostwa świata                          | Nankin    | 21–23 marca        | [ 1 ]       |
| World Athletics Relays                             | Kanton    | 10–11 maja         | [ 2 ]       |
| Mistrzostwa świata                                 | Tokio     | 13–21 września     | [ 3 ]       |
| Mistrzostwa świata w biegach górskich i terenowych | Canfranc  | 23–25 września     | [ 4 ]       |
| Mistrzostwa świata w biegach ulicznych             | San Diego | 26–28 września     | [ 5 ] [ 6 ] |
| Mistrzostwa świata w biegu 24-godzinnym            | Albi      | 18–19 października | [ 7 ]       |

### Międzykontynentalne
| Zawody                                    | Miejsce       | Data               | Źródło |
| ----------------------------------------- | ------------- | ------------------ | ------ |
| Mistrzostwa panarabskie                   | Oran          | 30 kwietnia–4 maja | [ 8 ]  |
| Puchar panamerykański w chodzie sportowym | Anapoima      | 17–18 maja         | [ 9 ]  |
| Uniwersjada                               | Bochum        | 21–27 lipca        | [ 10 ] |
| Igrzyska panamerykańskie juniorów         | Asunción      | 9–23 sierpnia      | [ 11 ] |
| Mistrzostwa panamerykańskie juniorów      | Villavicencio | 3–5 października   | [ 12 ] |
| Igrzyska solidarności islamskiej          | Rijad         | 7–21 listopada     | [ 13 ] |

### Kontynentalne

#### Afryka
| Zawody                                           | Miejsce | Data        | Źródło |
| ------------------------------------------------ | ------- | ----------- | ------ |
| Mistrzostwa Afryki juniorów młodszych i juniorów | Oran    | 14–18 lipca | [ 14 ] |
| Igrzyska afrykańskie młodzieży                   | Luanda  | grudzień    | [ 15 ] |

#### Ameryka Północna, Południowa i Karaiby
| Zawody                                                 | Miejsce       | Data               | Źródło |
| ------------------------------------------------------ | ------------- | ------------------ | ------ |
| Halowe mistrzostwa Ameryki Południowej                 | Cochabamba    | 22–23 lutego       | [ 16 ] |
| CARIFTA Games                                          | Port-of-Spain | 19–21 kwietnia     | [ 17 ] |
| Mistrzostwa Ameryki Południowej                        | Mar del Plata | 25–27 kwietnia     | [ 18 ] |
| Mistrzostwa Ameryki Środkowej                          | Managua       | 2–3 sierpnia       | [ 12 ] |
| Mistrzostwa NACAC (przeniesione z 2024)                | Nassau        | 15–17 sierpnia     | [ 12 ] |
| Igrzyska Ameryki Południowej młodzieży                 | Guayaquil     | 3–20 września      | [ 19 ] |
| Igrzyska Ameryki Środkowej                             | Gwatemala     | 17–31 października | [ 20 ] |
| Mistrzostwa Ameryki Południowej w biegach przełajowych | Bucaramanga   | 1 listopada        | [ 21 ] |

#### Australia i Oceania
| Zawody                                     | Miejsce    | Data               | Źródło |
| ------------------------------------------ | ---------- | ------------------ | ------ |
| Miniigrzyska Pacyfiku                      | Koror      | 29 czerwca–9 lipca | [ 22 ] |
| Mistrzostwa Oceanii w maratonie            | Gold Coast | 6 lipca            | [ 23 ] |
| Mistrzostwa Oceanii w biegach przełajowych | Ballarat   | 23–24 sierpnia     | [ 23 ] |

#### Azja
| Zawody                                           | Miejsce   | Data               | Źródło        |
| ------------------------------------------------ | --------- | ------------------ | ------------- |
| Mistrzostwa Azji w chodzie sportowym             | Nomi      | 16 marca           | [ 24 ]        |
| Mistrzostwa Azji w maratonie                     | Jiaxing   | 30 marca           | [ 25 ]        |
| Mistrzostwa Azji juniorów młodszych              | Ad-Dammam | 15–18 kwietnia     | [ 26 ]        |
| Mistrzostwa Azji                                 | Gumi      | 27–31 maja         | [ 27 ]        |
| Mistrzostwa Azji w rzutach                       | Mokpo     | 21–22 sierpnia     | [ 28 ]        |
| Igrzyska azjatyckie młodzieży                    | Manama    | 22–31 października | [ 29 ]        |
| Igrzyska Azji Południowej (przeniesione na 2026) | Lahaur    | 8–15 listopada     | [ 30 ] [ 31 ] |
| Igrzyska Azji Południowo-Wschodniej              | Bangkok   | 11–16 grudnia      | [ 32 ]        |

#### Europa
| Zawody                                                | Miejsce                                       | Data                        | Źródło        |
| ----------------------------------------------------- | --------------------------------------------- | --------------------------- | ------------- |
| Halowe mistrzostwa krajów bałkańskich                 | Belgrad                                       | 15 lutego                   | [ 33 ]        |
| Halowe mistrzostwa Europy                             | Apeldoorn                                     | 6–9 marca                   | [ 34 ]        |
| Puchar Europy w rzutach                               | Nikozja                                       | 15–16 marca                 | [ 35 ]        |
| Mistrzostwa krajów bałkańskich w chodzie sportowym    | Astros                                        | 12 kwietnia                 | [ 36 ]        |
| Mistrzostwa Europy w biegach ulicznych                | Bruksela i Leuven                             | 12–13 kwietnia              | [ 37 ]        |
| Drużynowe mistrzostwa Europy w chodzie sportowym      | Podiebrady                                    | 18 maja                     | [ 38 ]        |
| Puchar Europy w biegu na 10 000 metrów                | Pacé                                          | 24 maja                     | [ 39 ]        |
| Igrzyska małych państw Europy                         | Andora                                        | 26–31 maja                  | [ 40 ]        |
| Drużynowe mistrzostwa Europy                          | Madryt (I dywizja) Maribor (II i III dywizja) | 26–29 czerwca 24–29 czerwca | [ 41 ] [ 42 ] |
| Młodzieżowe mistrzostwa Europy                        | Bergen                                        | 17–20 lipca                 | [ 43 ]        |
| Letni olimpijski festiwal młodzieży Europy            | Skopje                                        | 20–26 lipca                 | [ 44 ]        |
| Mistrzostwa krajów bałkańskich                        | Wolos                                         | 26–27 lipca                 | [ 45 ]        |
| Mistrzostwa Europy juniorów                           | Tampere                                       | 7–10 sierpnia               | [ 46 ]        |
| Mistrzostwa krajów bałkańskich w biegach przełajowych | Băile Felix                                   | 8 listopada                 | [ 47 ]        |
| Mistrzostwa Europy w biegach przełajowych             | Lagoa                                         | 14 grudnia                  | [ 48 ]        |

## Rekordy

### Rekordy świata
Źródło: worldathletics.org.

#### Kobiety
| Konkurencja    | Zawodniczka         | Państwo | Wynik     | Miejsce        | Data                |
| -------------- | ------------------- | ------- | --------- | -------------- | ------------------- |
| bieg na 10 km  | Agnes Jebet Ngetich | Kenia   | 29:27wo   | Herzogenaurach | 26 kwietnia(dts) br |
| maraton        | Tigst Assefa        | Etiopia | 2:15:50wo | Londyn         | 27 kwietnia(dts) br |
| bieg na 5000 m | Beatrice Chebet     | Kenia   | 13:58,06  | Eugene         | 5 lipca(dts) br     |
| bieg na 1500 m | Faith Kipyegon      | Kenia   | 3:48,68   | Eugene         | 5 lipca(dts) br     |

#### Mężczyźni
| Konkurencja       | Zawodnik            | Państwo           | Wynik    | Miejsce          | Data                |
| ----------------- | ------------------- | ----------------- | -------- | ---------------- | ------------------- |
| bieg na 3000 m sh | Grant Fisher        | Stany Zjednoczone | 7:22,91  | Nowy Jork        | 8 lutego(dts) br    |
| bieg na milę sh   | Yared Nuguse        | Stany Zjednoczone | 3:46,63  | Nowy Jork        | 8 lutego(dts) br    |
| bieg na 1500 m sh | Jakob Ingebrigtsen  | Norwegia          | 3:29,63+ | Liévin           | 13 lutego(dts) br   |
| bieg na milę sh   | Jakob Ingebrigtsen  | Norwegia          | 3:45,14  | Liévin           | 13 lutego(dts) br   |
| bieg na 5000 m sh | Grant Fisher        | Stany Zjednoczone | 12:44,09 | Boston           | 14 lutego(dts) br   |
| chód na 20 km     | Toshikazu Yamanishi | Japonia           | 1:16:10  | Kobe             | 16 lutego(dts) br   |
| półmaraton        | Jacob Kiplimo       | Uganda            | 56:42    | Barcelona        | 16 lutego(dts) br   |
| chód na 5000 m sh | Francesco Fortunato | Włochy            | 17:55,65 | Ankona           | 22 lutego(dts) br   |
| skok o tyczce     | Armand Duplantis    | Szwecja           | 6,27     | Clermont-Ferrand | 28 lutego(dts) br   |
| chód na 35 km     | Evan Dunfee         | Kanada            | 2:21:40  | Dudince          | 22 marca(dts) br    |
| rzut dyskiem      | Mykolas Alekna      | Litwa             | 75,56    | Ramona           | 13 kwietnia(dts) br |
| chód na 35 km     | Massimo Stano       | Włochy            | 2:20:43  | Podiebrady       | 18 maja(dts) br     |
| skok o tyczce     | Armand Duplantis    | Szwecja           | 6,28     | Sztokholm        | 15 czerwca(dts) br  |
| skok o tyczce     | Armand Duplantis    | Szwecja           | 6,29     | Budapeszt        | 12 sierpnia(dts) br |

#### Mieszane
| Konkurencja | Zawodnicy | Państwo | Wynik | Miejsce | Data |
| ----------- | --------- | ------- | ----- | ------- | ---- |

### Rekordy kontynentów

#### Afryka
Źródło: worldathletics.org.

##### Kobiety
| Konkurencja    | Zawodniczka     | Państwo | Wynik     | Miejsce | Data                |
| -------------- | --------------- | ------- | --------- | ------- | ------------------- |
| chód na 35 km  | Silvia Kemboi   | Kenia   | 3:14:51   | Nairobi | 25 kwietnia(dts) br |
| maraton        | Tigst Assefa    | Etiopia | 2:15:50wo | Londyn  | 27 kwietnia(dts) br |
| bieg na 3000 m | Beatrice Chebet | Kenia   | 8:11,56   | Rabat   | 25 maja(dts) br     |
| bieg na 5000 m | Beatrice Chebet | Kenia   | 13:58,06  | Eugene  | 5 lipca(dts) br     |
| bieg na 1500 m | Faith Kipyegon  | Kenia   | 3:48,68   | Eugene  | 5 lipca(dts) br     |
| bieg na 3000 m | Faith Kipyegon  | Kenia   | 8:07,04   | Chorzów | 16 sierpnia(dts) br |

##### Mężczyźni
| Konkurencja      | Zawodnik              | Państwo | Wynik | Miejsce   | Data              |
| ---------------- | --------------------- | ------- | ----- | --------- | ----------------- |
| bieg na 400 m sh | Ezekiel Nathaniel     | Nigeria | 44,92 | Lubbock   | 14 lutego(dts) br |
| półmaraton       | Jacob Kiplimo         | Uganda  | 56:42 | Barcelona | 16 lutego(dts) br |
| bieg na 400 m sh | Ezekiel Nathaniel     | Nigeria | 44,74 | Lubbock   | 1 marca(dts) br   |
| pchnięcie kulą   | Chukwuebuka Enekwechi | Nigeria | 22,10 | Eugene    | 5 lipca(dts) br   |

##### Mieszane
| Konkurencja | Zawodnicy | Państwo | Wynik | Miejsce | Data |
| ----------- | --------- | ------- | ----- | ------- | ---- |

#### Ameryka Południowa
Źródło: worldathletics.org.

##### Kobiety
| Konkurencja       | Zawodniczka       | Państwo   | Wynik     | Miejsce        | Data                |
| ----------------- | ----------------- | --------- | --------- | -------------- | ------------------- |
| bieg na milę sh   | Carmen Alder      | Ekwador   | 4:29,49   | Cambridge      | 1 lutego(dts) br    |
| bieg na 3000 m sh | Fedra Aldana Luna | Argentyna | 8:56,78   | Walencja       | 7 lutego(dts) br    |
| bieg na 10 km     | Edymar Brea       | Wenezuela | 31:47     | Castellón      | 16 lutego(dts) br   |
| pięciobój sh      | Tamara de Sousa   | Brazylia  | 4294 pkt. | Cochabamba     | 22 lutego(dts) br   |
| bieg na 10 km     | Thalía Valdivia   | Peru      | 31:44     | Herzogenaurach | 26 kwietnia(dts) br |
| siedmiobój        | Martha Araújo     | Kolumbia  | 6475 pkt. | Götzis         | 1 czerwca(dts) br   |

##### Mężczyźni
| Konkurencja               | Zawodnik               | Państwo  | Wynik      | Miejsce     | Data                |
| ------------------------- | ---------------------- | -------- | ---------- | ----------- | ------------------- |
| bieg na 10 km             | Santiago Catrofe       | Urugwaj  | 27:16      | Walencja    | 12 stycznia(dts) br |
| bieg na 50 m przez płotki | Rafael Pereira         | Brazylia | 6,55       | Liévin      | 13 lutego(dts) br   |
| bieg na 5000 m sh         | Valentín Soca          | Urugwaj  | 13:14,09   | Boston      | 14 lutego(dts) br   |
| bieg na 200 m sh          | Daniel Williams        | Gujana   | 20,48      | Gainesville | 1 marca(dts) br     |
| bieg na 3000 m            | Valentín Soca          | Urugwaj  | 7:34,10    | Boston      | 2 marca(dts) br     |
| bieg na 3000 m sh         | Valentín Soca          | Urugwaj  | 7:34,10    | Boston      | 2 marca(dts) br     |
| bieg na 5 km              | Santiago Catrofe       | Urugwaj  | 12:57      | Lille       | 16 marca(dts) br    |
| bieg na 400 m sh          | Matheus Lima           | Brazylia | 45,79      | Nankin      | 21 marca(dts) br    |
| siedmiobój sh             | José Fernando Ferreira | Brazylia | 6010 pkt.  | Nankin      | 23 marca(dts) br    |
| bieg na 100 m             | Ronal Longa            | Kolumbia | 9,96       | Savona      | 21 maja(dts) br     |
| rzut oszczepem            | Luiz Maurício da Silva | Brazylia | 86,34      | Nairobi     | 31 maja(dts) br     |
| bieg na 5000 m            | Santiago Catrofe       | Urugwaj  | 12:59,26   | Paryż       | 20 czerwca(dts) br  |
| rzut oszczepem            | Luiz Maurício da Silva | Brazylia | 86,62      | Paryż       | 20 czerwca(dts) br  |
| bieg na 100 m             | Erik Cardoso           | Brazylia | 9,93       | São Paulo   | 31 lipca(dts) br    |
| chód na 20 000 m          | Caio Bonfim            | Brazylia | 1:18:37,9h | São Paulo   | 31 lipca(dts) br    |
| rzut oszczepem            | Luiz Maurício da Silva | Brazylia | 91,00      | São Paulo   | 3 sierpnia(dts) br  |

##### Mieszane
| Konkurencja        | Zawodnicy                                                 | Państwo  | Wynik   | Miejsce | Data               |
| ------------------ | --------------------------------------------------------- | -------- | ------- | ------- | ------------------ |
| sztafeta 4 × 400 m | Nicolás Salinas Lina Licona Daniel Balanta Evelis Aguilar | Kolumbia | 3:14,42 | Bogota  | 6 kwietnia(dts) br |

#### Ameryka Północna
Źródło: worldathletics.org.

##### Kobiety
| Konkurencja                | Zawodniczka        | Państwo           | Wynik   | Miejsce        | Data                |
| -------------------------- | ------------------ | ----------------- | ------- | -------------- | ------------------- |
| półmaraton                 | Weini Kelati       | Stany Zjednoczone | 1:06:09 | Houston        | 19 stycznia(dts) br |
| bieg na 1500 m sh          | Heather MacLean    | Stany Zjednoczone | 3:59,60 | Boston         | 2 marca(dts) br     |
| bieg na 400 m sh           | Isabella Whittaker | Stany Zjednoczone | 49,24   | Virginia Beach | 15 marca(dts) br    |
| rzut dyskiem               | Valarie Allman     | Stany Zjednoczone | 73,52   | Ramona         | 12 kwietnia(dts) br |
| bieg na 100 m przez płotki | Masai Russell      | Stany Zjednoczone | 12,17   | Miramar        | 2 maja(dts) br      |
| bieg na 10 km              | Weini Kelati       | Stany Zjednoczone | 30:49   | Nowy Jork      | 7 czerwca(dts) br   |
| bieg na 1000 m             | Addison Wiley      | Stany Zjednoczone | 2:30,71 | Monako         | 11 lipca(dts) br    |
| bieg na milę               | Sinclaire Johnson  | Stany Zjednoczone | 4:16,32 | Londyn         | 19 lipca(dts) br    |

##### Mężczyźni
| Konkurencja       | Zawodnik          | Państwo           | Wynik    | Miejsce    | Data                |
| ----------------- | ----------------- | ----------------- | -------- | ---------- | ------------------- |
| bieg na 1000 m sh | Josh Hoey         | Stany Zjednoczone | 2:14,48  | Filadelfia | 18 stycznia(dts) br |
| półmaraton        | Conner Mantz      | Stany Zjednoczone | 59:17    | Houston    | 19 stycznia(dts) br |
| chód na 10 000 m  | Evan Dunfee       | Kanada            | 38:08,50 | Canberra   | 27 stycznia(dts) br |
| bieg na 3000 m    | Grant Fisher      | Stany Zjednoczone | 7:22,91  | Nowy Jork  | 8 lutego(dts) br    |
| bieg na 3000 m sh | Grant Fisher      | Stany Zjednoczone | 7:22,91  | Nowy Jork  | 8 lutego(dts) br    |
| bieg na 800 m sh  | Josh Hoey         | Stany Zjednoczone | 1:43,90  | Nowy Jork  | 8 lutego(dts) br    |
| bieg na 1500 m sh | Yared Nuguse      | Stany Zjednoczone | 3:31,74+ | Nowy Jork  | 8 lutego(dts) br    |
| bieg na milę sh   | Yared Nuguse      | Stany Zjednoczone | 3:46,63  | Nowy Jork  | 8 lutego(dts) br    |
| bieg na 5000 m    | Grant Fisher      | Stany Zjednoczone | 12:44,09 | Boston     | 14 lutego(dts) br   |
| bieg na 5000 m sh | Grant Fisher      | Stany Zjednoczone | 12:44,09 | Boston     | 14 lutego(dts) br   |
| chód na 20 km     | Evan Dunfee       | Kanada            | 1:17:39  | Adelaide   | 16 lutego(dts) br   |
| bieg na 800 m sh  | Josh Hoey         | Stany Zjednoczone | 1:43,24  | Nowy Jork  | 23 lutego(dts) br   |
| półmaraton        | Conner Mantz      | Stany Zjednoczone | 59:15    | Nowy Jork  | 16 marca(dts) br    |
| chód na 35 km     | Evan Dunfee       | Kanada            | 2:21:40  | Dudince    | 22 marca(dts) br    |
| bieg na 10 km     | Abbabiya Simbassa | Stany Zjednoczone | 27:32    | Tokio      | 3 maja(dts) br      |

##### Mieszane
| Konkurencja | Zawodnicy | Państwo | Wynik | Miejsce | Data |
| ----------- | --------- | ------- | ----- | ------- | ---- |

#### Australia i Oceania
Źródło: worldathletics.org.

##### Kobiety
| Konkurencja       | Zawodniczka           | Państwo       | Wynik    | Miejsce   | Data                |
| ----------------- | --------------------- | ------------- | -------- | --------- | ------------------- |
| bieg na 50 m      | Torrie Lewis          | Australia     | 6,24     | Ostrawa   | 4 lutego(dts) br    |
| bieg na 1000 m    | Georgia Griffith      | Australia     | 2:34,50  | Melbourne | 6 marca(dts) br     |
| chód na 35 km     | Olivia Sandery        | Australia     | 2:42:40  | Nomi      | 16 marca(dts) br    |
| bieg na 1500 m sh | Georgia Griffith      | Australia     | 4:00,80  | Nankin    | 23 marca(dts) br    |
| bieg na 1000 m    | Abbey Caldwell        | Australia     | 2:32,94  | Xiamen    | 26 kwietnia(dts) br |
| bieg na 10 km     | Isobel Batt-Doyle     | Australia     | 30:44    | Tokio     | 3 maja(dts) br      |
| bieg na 10 000 m  | Rose Davies           | Australia     | 30:34,11 | Oslo      | 11 czerwca(dts) br  |
| bieg na 100 m     | Zoe Hobbs             | Nowa Zelandia | 10,94    | Ostrawa   | 24 czerwca(dts) br  |
| bieg na 1000 m    | Jessica Hull          | Australia     | 2:30,96  | Monako    | 11 lipca(dts) br    |
| bieg na milę      | Jessica Hull          | Australia     | 4:13,68  | Londyn    | 19 lipca(dts) br    |
| bieg na 5000 m    | Rose Davies           | Australia     | 14:31,45 | Londyn    | 19 lipca(dts) br    |
| bieg na 800 m     | Claudia Hollingsworth | Australia     | 1:57,67  | Chorzów   | 16 sierpnia(dts) br |

##### Mężczyźni
| Konkurencja        | Zawodnik                                                   | Państwo   | Wynik    | Miejsce   | Data                |
| ------------------ | ---------------------------------------------------------- | --------- | -------- | --------- | ------------------- |
| bieg na 60 m       | Lachlan Kennedy                                            | Australia | 6,43     | Canberra  | 25 stycznia(dts) br |
| bieg na 3000 m sh  | Cameron Myers                                              | Australia | 7:33,12  | Boston    | 2 lutego(dts) br    |
| bieg na 3000 m sh  | Ky Robinson                                                | Australia | 7:30,38  | Nowy Jork | 8 lutego(dts) br    |
| bieg na milę       | Cameron Myers                                              | Australia | 3:47,48  | Nowy Jork | 8 lutego(dts) br    |
| bieg na milę sh    | Cameron Myers                                              | Australia | 3:47,48  | Nowy Jork | 8 lutego(dts) br    |
| bieg na 5000 m sh  | Jack Rayner                                                | Australia | 12:59,43 | Boston    | 21 lutego(dts) br   |
| sztafeta 4 × 100 m | Lachlan Kennedy Joshua Azzopardi Christopher Ius Calab Law | Australia | 37,87    | Sydney    | 15 marca(dts) br    |
| chód na 35 km      | Rhydian Cowley                                             | Australia | 2:25:21  | Nomi      | 16 marca(dts) br    |
| rzut dyskiem       | Matt Denny                                                 | Australia | 72,07    | Ramona    | 6 kwietnia(dts) br  |
| rzut dyskiem       | Matt Denny                                                 | Australia | 74,25    | Ramona    | 10 kwietnia(dts) br |
| bieg na 800 m      | Peter Bol                                                  | Australia | 1:43,79  | Perth     | 13 kwietnia(dts) br |
| rzut dyskiem       | Matt Denny                                                 | Australia | 74,78    | Ramona    | 13 kwietnia(dts) br |
| bieg na 200 m      | Gout Gout                                                  | Australia | 20,02    | Ostrawa   | 24 czerwca(dts) br  |
| bieg na 800 m      | Peter Bol                                                  | Australia | 1:42,55  | Monako    | 11 lipca(dts) br    |

##### Mieszane
| Konkurencja        | Zawodnicy                                              | Państwo   | Wynik   | Miejsce | Data            |
| ------------------ | ------------------------------------------------------ | --------- | ------- | ------- | --------------- |
| sztafeta 4 × 400 m | Cooper Sherman Ellie Beer Reece Holder Alanah Yukich   | Australia | 3:12,34 | Kanton  | 10 maja(dts) br |
| sztafeta 4 × 400 m | Luke van Ratingen Ellie Beer Terrell Thorne Carla Bull | Australia | 3:12,20 | Kanton  | 11 maja(dts) br |

#### Azja
Źródło: worldathletics.org.

##### Kobiety
| Konkurencja       | Zawodniczka   | Państwo | Wynik    | Miejsce   | Data                |
| ----------------- | ------------- | ------- | -------- | --------- | ------------------- |
| bieg na 1000 m sh | Nozomi Tanaka | Japonia | 2:39,06  | Boston    | 31 stycznia(dts) br |
| bieg na 3000 m sh | Nozomi Tanaka | Japonia | 8:33,52  | Nowy Jork | 8 lutego(dts) br    |
| bieg na 5000 m sh | Nozomi Tanaka | Japonia | 14:51,26 | Boston    | 15 lutego(dts) br   |

##### Mężczyźni
| Konkurencja       | Zawodnik            | Państwo   | Wynik    | Miejsce        | Data                |
| ----------------- | ------------------- | --------- | -------- | -------------- | ------------------- |
| bieg na milę sh   | Kieran Tuntivate    | Tajlandia | 3:54,72  | Boston         | 14 lutego(dts) br   |
| chód na 20 km     | Toshikazu Yamanishi | Japonia   | 1:16:10  | Kobe           | 16 lutego(dts) br   |
| bieg na 5000 m sh | Gulveer Singh       | Indie     | 12:59,77 | Boston         | 21 lutego(dts) br   |
| bieg na 10 km     | Birhanu Balew       | Bahrajn   | 26:54    | Herzogenaurach | 26 kwietnia(dts) br |
| bieg na 5000 m    | Birhanu Balew       | Bahrajn   | 12:48,67 | Paryż          | 20 czerwca(dts) br  |
| trójskok          | Wu Ruiting          | Chiny     | 17,68    | Quzhou         | 4 sierpnia(dts) br  |

##### Mieszane
| Konkurencja | Zawodnicy | Państwo | Wynik | Miejsce | Data |
| ----------- | --------- | ------- | ----- | ------- | ---- |

#### Europa
Źródło: worldathletics.org.

##### Kobiety
| Konkurencja               | Zawodniczka       | Państwo    | Wynik   | Miejsce   | Data             |
| ------------------------- | ----------------- | ---------- | ------- | --------- | ---------------- |
| bieg na 5 km              | Diane van Es      | Holandia   | 14:39mx | Monako    | 9 lutego(dts) br |
| bieg na 60 m przez płotki | Ditaji Kambundji  | Szwajcaria | 7,67    | Apeldoorn | 7 marca(dts) br  |
| bieg na 5 km              | Nadia Battocletti | Włochy     | 14:32mx | Tokio     | 3 maja(dts) br   |

##### Mężczyźni
| Konkurencja       | Zawodnik            | Państwo           | Wynik     | Miejsce          | Data                |
| ----------------- | ------------------- | ----------------- | --------- | ---------------- | ------------------- |
| bieg na 10 km     | Andreas Almgren     | Szwecja           | 26:53     | Walencja         | 12 stycznia(dts) br |
| siedmiobój sh     | Sander Skotheim     | Norwegia          | 6484 pkt. | Tallinn          | 2 lutego(dts) br    |
| bieg na 50 m      | Romell Glave        | Wielka Brytania   | 5,69+     | Ostrawa          | 4 lutego(dts) br    |
| bieg na milę sh   | Azeddine Habz       | Francja           | 3:47,56   | Nowy Jork        | 8 lutego(dts) br    |
| bieg na 1500 m sh | Jakob Ingebrigtsen  | Norwegia          | 3:29,63+  | Liévin           | 13 lutego(dts) br   |
| bieg na milę sh   | Jakob Ingebrigtsen  | Norwegia          | 3:45,14   | Liévin           | 13 lutego(dts) br   |
| bieg na 5000 m sh | Jimmy Gressier      | Stany Zjednoczone | 12:54,92  | Boston           | 14 lutego(dts) br   |
| chód na 5000 m sh | Francesco Fortunato | Włochy            | 17:55,65  | Ankona           | 22 lutego(dts) br   |
| skok o tyczce     | Armand Duplantis    | Szwecja           | 6,27      | Clermont-Ferrand | 28 lutego(dts) br   |
| siedmiobój sh     | Sander Skotheim     | Norwegia          | 6558 pkt. | Apeldoorn        | 8 marca(dts) br     |
| bieg na 5 km      | Jimmy Gressier      | Francja           | 12:57     | Lille            | 16 marca(dts) br    |
| rzut dyskiem      | Mykolas Alekna      | Litwa             | 75,56     | Ramona           | 13 kwietnia(dts) br |
| chód na 35 km     | Massimo Stano       | Włochy            | 2:20:43   | Podiebrady       | 18 maja(dts) br     |
| skok o tyczce     | Armand Duplantis    | Szwecja           | 6,28      | Sztokholm        | 15 czerwca(dts) br  |
| bieg na 5000 m    | Andreas Almgren     | Szwecja           | 12:44,27  | Sztokholm        | 15 czerwca(dts) br  |
| skok o tyczce     | Armand Duplantis    | Szwecja           | 6,29      | Budapeszt        | 12 sierpnia(dts) br |

##### Mieszane
| Konkurencja | Zawodnicy | Państwo | Wynik | Miejsce | Data |
| ----------- | --------- | ------- | ----- | ------- | ---- |

## Tabele światowe
Źródło: worldathletics.org.

### Kobiety
| Konkurencja                   | Wynik     | Zawodniczka                                                                  |
| ----------------------------- | --------- | ---------------------------------------------------------------------------- |
| Bieg na 60 m                  | 7,01      | Zaynab Dosso                                                                 |
| Bieg na 100 m                 | 10,65     | Melissa Jefferson-Wooden                                                     |
| Bieg na 200 m                 | 21,71     | Julien Alfred                                                                |
| Bieg na 200 m sh              | 22,30     | India Mayberry                                                               |
| Bieg na 400 m                 | 48,67     | Salwa Eid Naser                                                              |
| Bieg na 400 m sh              | 49,24     | Isabella Whittaker                                                           |
| Bieg na 800 m                 | 1:54,74   | Keely Hodgkinson                                                             |
| Bieg na 800 m sh              | 1:58,40   | Prudence Sekgodiso                                                           |
| Bieg na 1000 m                | 2:29,21   | Faith Kipyegon                                                               |
| Bieg na 1000 m sh             | 2:36,13   | Sage Hurta-Klecker                                                           |
| Bieg na 1500 m                | 3:48,68   | Faith Kipyegon                                                               |
| Bieg na 1500 m sh             | 3:53,92   | Gudaf Tsegay                                                                 |
| Bieg na milę                  | 4:11,88   | Gudaf Tsegay                                                                 |
| Bieg na milę sh               | 4:17,01   | Heather MacLean                                                              |
| Bieg na 3000 m                | 8:07,04   | Faith Kipyegon                                                               |
| Bieg na 3000 m sh             | 8:19,98   | Freweyni Hailu                                                               |
| Bieg na 5000 m                | 13:58,06  | Beatrice Chebet                                                              |
| Bieg na 5000 m sh             | 14:44,80  | Josette Andrews                                                              |
| Bieg na 10 000 m              | 30:28,82  | Yenawa Nbret                                                                 |
| Bieg na 10 km                 | 29:25     | Medina Eisa                                                                  |
| Półmaraton                    | 1:03:35   | Fotyen Tesfay                                                                |
| Maraton                       | 2:15:50   | Tigst Assefa                                                                 |
| Bieg na 3000 m z przeszkodami | 8:45,25   | Winfred Yavi                                                                 |
| Bieg na 60 m przez płotki     | 7,67      | Ditaji Kambundji                                                             |
| Bieg na 100 m przez płotki    | 12,17     | Masai Russell                                                                |
| Bieg na 400 m przez płotki    | 51,91     | Femke Bol                                                                    |
| Sztafeta 4 × 100 m            | 41,69     | Wielka Brytania · Dina Asher-Smith · Amy Hunt · Desiree Henry · Daryll Neita |
| Sztafeta 4 × 400 m            | 3:23,24   | Captain Athletics                                                            |
| Sztafeta 4 × 400 m sh         | 3:24,34   | Holandia · Lieke Klaver · Nina Franke · Cathelijn Peeters · Femke Bol        |
| Chód na 3000 m sh             | 12:13,39  | Vitória Oliveira                                                             |
| Chód na 20 km                 | 1:24:20   | Elwira Czepariowa                                                            |
| Chód na 35 km                 | 2:38:59   | María Pérez García                                                           |
| Skok wzwyż                    | 2,02      | Jarosława Mahuczich                                                          |
| Skok o tyczce                 | 4,91      | Amanda Moll                                                                  |
| Skok w dal                    | 7,12      | Tara Davis-Woodhall                                                          |
| Trójskok                      | 14,93     | Leyanis Pérez                                                                |
| Pchnięcie kulą                | 20,95     | Chase Jackson                                                                |
| Rzut dyskiem                  | 73,52     | Valarie Allman                                                               |
| Rzut młotem                   | 79,29     | Brooke Andersen                                                              |
| Rzut oszczepem                | 67,76     | Victoria Hudson                                                              |
| Siedmiobój                    | 7032 pkt. | Anna Hall                                                                    |
| Pięciobój sh                  | 4922 pkt. | Saga Vanninen                                                                |

### Mężczyźni
| Konkurencja                   | Wynik     | Zawodnik                                                                                 |
| ----------------------------- | --------- | ---------------------------------------------------------------------------------------- |
| Bieg na 60 m                  | 6,43      | Lachlan Kennedy                                                                          |
| Bieg na 100 m                 | 9,75      | Kishane Thompson                                                                         |
| Bieg na 200 m                 | 19,63     | Noah Lyles                                                                               |
| Bieg na 200 m sh              | 20,13     | Makanakaishe Charamba Tapiwanashe Makarawu                                               |
| Bieg na 400 m                 | 43,76     | Zakithi Nene                                                                             |
| Bieg na 400 m sh              | 44,70     | Christopher Bailey                                                                       |
| Bieg na 800 m                 | 1:41,44   | Emmanuel Wanyonyi                                                                        |
| Bieg na 800 m sh              | 1:43,24   | Josh Hoey                                                                                |
| Bieg na 1000 m                | 2:14,48   | Josh Hoey                                                                                |
| Bieg na 1000 m sh             | 2:14,48   | Josh Hoey                                                                                |
| Bieg na 1500 m                | 3:27,49   | Azeddine Habz                                                                            |
| Bieg na 1500 m sh             | 3:29,63+  | Jakob Ingebrigtsen                                                                       |
| Bieg na milę                  | 3:45,14   | Jakob Ingebrigtsen                                                                       |
| Bieg na milę sh               | 3:45,14   | Jakob Ingebrigtsen                                                                       |
| Bieg na 3000 m                | 7:22,91   | Grant Fisher                                                                             |
| Bieg na 3000 m sh             | 7:22,91   | Grant Fisher                                                                             |
| Bieg na 5000 m                | 12:44,09  | Grant Fisher                                                                             |
| Bieg na 5000 m sh             | 12:44,09  | Grant Fisher                                                                             |
| Bieg na 10 000 m              | 26:43,82  | Biniam Mehary                                                                            |
| Bieg na 10 km                 | 26:31     | Yomif Kejelcha                                                                           |
| Półmaraton                    | 56:42     | Jacob Kiplimo                                                                            |
| Maraton                       | 2:02:27   | Sabastian Sawe                                                                           |
| Bieg na 3000 m z przeszkodami | 8:00,70   | Soufiane El Bakkali                                                                      |
| Bieg na 60 m przez płotki     | 7,36      | Grant Holloway                                                                           |
| Bieg na 110 m przez płotki    | 12,87     | Cordell Tinch                                                                            |
| Bieg na 400 m przez płotki    | 46,28     | Karsten Warholm                                                                          |
| Sztafeta 4 × 100 m            | 37,61     | Południowa Afryka · Bayanda Walaza · Sinesipho Dambile · Brandley Nkoana · Akani Simbine |
| Sztafeta 4 × 400 m            | 2:57,50   | Południowa Afryka · Gardeo Isaacs · Udeme Okon · Leendert Koekemoer · Zakithi Nene       |
| Sztafeta 4 × 400 m sh         | 3:02,21   | Texas A&M Auhmad Robinson Hossam Hatib Antonie Nortje Cutler Zamzow                      |
| Chód na 5000 m sh             | 17:55,65  | Francesco Fortunato                                                                      |
| Chód na 20 km                 | 1:16:10   | Toshikazu Yamanishi                                                                      |
| Chód na 35 km                 | 2:20:43   | Massimo Stano                                                                            |
| Skok wzwyż                    | 2,35      | Danił Łysienko                                                                           |
| Skok o tyczce                 | 6,29      | Armand Duplantis                                                                         |
| Skok w dal                    | 8,46      | Miltiadis Tendoglu                                                                       |
| Trójskok                      | 17,80     | Andy Díaz                                                                                |
| Pchnięcie kulą                | 22,82     | Leonardo Fabbri                                                                          |
| Rzut dyskiem                  | 75,56     | Mykolas Alekna                                                                           |
| Rzut młotem                   | 83,18     | Bence Halász                                                                             |
| Rzut oszczepem                | 91,06     | Julian Weber                                                                             |
| Dziesięciobój                 | 8909 pkt. | Sander Skotheim                                                                          |
| Siedmiobój sh                 | 6558 pkt. | Sander Skotheim                                                                          |

### Mieszane
| Konkurencja        | Wynik   | Zawodnicy                                                                                   |
| ------------------ | ------- | ------------------------------------------------------------------------------------------- |
| Sztafeta 4 × 400 m | 3:09,43 | Polska · Maksymilian Szwed · Justyna Święty-Ersetic · Daniel Sołtysiak · Natalia Bukowiecka |